# Colección Arqueológica de Tríkala
La Colección Arqueológica de Tríkala es una colección o museo de Grecia ubicada en la localidad de Tríkala de la región de Tesalia. Su funcionamiento depende del Eforado de Antigüedades de Karditsa. Se encuentra en un edificio situado junto al antiguo santuario de Asclepio. 
Esta colección contiene una serie de piezas arqueológicas procedentes de las excavaciones de la zona donde se encontraba la antigua ciudad de Trica. Los objetos que alberga tienen una cronología comprendida entre el neolítico y finales del periodo bizantino. Entre ellos se encuentran grandes estatuas, figurillas, relieves votivos, inscripciones y monedas.